# 川口市立中居小学校
川口市立中居小学校（かわぐちしりつ なかいしょうがっこう）は、埼玉県川口市南鳩ヶ谷にある公立小学校。

## 沿革
- 1956年 - 鳩ヶ谷町立鳩ヶ谷小学校を分離して鳩ヶ谷町立中居小学校として創立
- 1970年 - 学区変更により一部の生徒が鳩ヶ谷市立辻小学校から移籍
- 1973年4月1日 - 鳩ヶ谷市立南鳩ヶ谷小学校を分離
- 2011年10月11日 - 川口市と鳩ヶ谷市の合併に伴い、川口市立中居小学校に改称[1]

## 教育目標
- 豊かな心を持った子
- 自ら考え学ぶ子
- 積極的に取り組む子[2]

## 通学区域
- 南鳩ヶ谷1丁目 - 全域
- 南鳩ヶ谷2丁目 - 全域
- 南鳩ヶ谷3丁目 - 全域
- 南鳩ヶ谷4丁目 - 全域
- 三ツ和 - 全域
- 八幡木 - 全域[3]

## 卒業生
- 大場久美子 - 女優